# Броненосни крайцери тип „Гюдон“
Гюдон (на френски: Gueydon) (според други източници, тип „Монкалм“) са тип броненосни крайцери на ВМС на Франция от края на XIX век. Те са развитие на броненосните крайцери тип „Дюпле“. Всичко от проекта са построени 3 единици: „Монкалм“ (на френски: Montcal), „Гюдон“ (на френски: Gueydon) и „Дюпти Туар“ (на френски: Dupetit-Thouars). Проектът получава развитие в броненосните крайцери тип „Глуар“.

## История на проекта
Първият френски експериментален „голям“ океански броненосен крайцер, „Жана д’Арк“, независимо от своите значителни преимущества, все пак не е лишен от недостатъци. Главен сред тях, според френските корабостроители, е недостатъчното въоръжение, отслабено даже по сравнение с предществащите го френски броненосни крайцери. Критиците на проекта указват, че голямата батарея скорострелни оръдия среден калибър не позволява ефективно да се води бой на далечна дистанция и да се реализират, по този начин, всички преимущества от бронирането на кораба. Също е отбелязана и неудовлетворителната маневреност на крайцера.
Отчитайки опита, получен при строителството на „Жана Д’Арк“, френският флот разработва усъвършенстван сериен проект за океански броненосен крайцер. При него е решено да се отстрани отбелязаната по-горе слабост във въоръжението, съхранявайки основните достойнства на проекта – мощната защита и отличната мореходност. Трите броненосни крайцери на новия тип са поръчани през 1898 г.

## Представители на проекта
| Име          | заложен на     | спуснат на вода      | влязъл в строй |
| ------------ | -------------- | -------------------- | -------------- |
| „Монкалм“    | април 1898 г.  | 27 март 1900 г.      | 1902 г.        |
| „Гюдон“      | август 1898 г. | 20 септември 1899 г. | 1903 г.        |
| „Дюпти Туар“ | април 1899 г.  | 5 юли 1901 г.        | 1905 г.        |

## Конструкция
Като цяло, крайцерите от типа „Монкалм“ представляват намалена с малко по размери версия на „Жана Д’Арк“. Тяхната пълна водоизместимост не надвишава 9500 тона; дължината им е 138 метра (с 2 метра по-къси от предшественика), ширината – 19,4 метра, и газене – 7,67 метра. Те имат аналогична конструкция на корпуса, със слабо наклоненен форщевен и гладки палуби, но за разлика от „Жана Д’Арк“, полубакът на „Монкалмите“ се точи почти по цялата дължина на корпуса, завършвайки зад кърмовата кула.
В носовата част на крайцерите има правоъгълна надстройка, на която се извисява носовата бойна мачта с два големи марса. На кърмата е разположена леката сигнална мачта. Крайцерите имат четири комина, групирани по два, и многобройни вентилатори между комините.

### Въоръжение
Главният калибър повтаря идеите заложени в „„Жана д’Арк““ със 194 mm оръдия на носа и кърмата.
Средният калибър се състои от осем 163-мм 45-калибрени оръдия образец 1893 година, а спомагателният от четири 100-мм оръдия.
По-мощните 163-мм скорострелни оръдия са постановени по четири на всеки борд, в бронирани каземати на горната палуба. Леките 100-мм оръдия са поставени в щитови установки по две на всеки борд на палубата на полубака. Такава комбинация от двата калибра създавава известни проблеми с управлението на огъня – впрочем, слабоактуални за дистанциите на боя по онова време – но срещу това позволява да се комбинира тежкият снаряд на 163-мм оръдия с високата скорострелност на 100-мм оръдия.
Противоминното въоръжение се състои от шестнадесет 47-мм оръдия Хочкис, разположени на палубата на полубака и на горната палуба към кърмата, и четири 37-милиметрови петстволни револверни оръдия Хочкис, поставени на долния открит марс на носовата мачта.
Корабите имат торпедно въоръжение във вид на два 450-мм торпедни апарата, поставени в центъра на корпуса под водата перпендикулярно на посоката на движение. Също така крайцерите имат неголям таран.

### Бронева защита
Броневата защита повтаря схемата, изпробвана на „Жана Д’Арк“. Крайцерите от типа „Монкалм“ имат главен пояс от бронева стомана Харви, вървящ по водолинията от форщевена, и затварящ се от траверсна бронирана преграда на кърмата. Неговата дебелина в центъра на корпуса съставлява 150 милиметра; по крайщата неговата дебелина намалява до 100 милиметра, и към долния му ръб поясът изтънява до 80 милиметра. Главният пояс влиза на 1,5 метра под вода, и по височина достига нивото на главната палуба.
Над главния пояс е монтиран горен, с дебелина от 120 милиметра в средната част и 40 милиметра в краищата. В носовата част на кораба, горният пояс се изкачва до нивото на палубата на полубака, защитавайки целия носов край.
Броневата палуба е с издадена форма, нейната централна част има дебелина 40 милиметра, а на скосовете надебелява до 65 милиметра. Тя върви на нивото на главната палуба, опирайки се с краищата си на долния ръб на главния пояс. Над нея има 20-мм плоска „взвеждаща“ палуба, която има за цел да кара взривателите на пробиващите я снаряди да сработват преди да се ударят в главната палуба; пространството между палубите се използва за запаси от въглища.
Бронираните кули на 194-мм оръдия на крайцерите са усилени по сравнение с „Жана Д’Арк“; дебелината на техните плочи достига 200 милиметра. Кулите френска конструкция нямат подкуполни отделения – всички механизми за въртенето им са разположени в самата кула – и за това надолу от кулите вървят само кладенците за подаване на боеприпаси, защитени от 50 милиметрови плочи. Спомагателните 163-мм оръдия стоят в каземати, защитени от 120 милиметрови плочи, и 100-мм оръдия имат броневи щитове.

### Силова установка
Крайцерите от типа „Монкалм“ са тривалови; трите вертикални парни машини с тройно разширение осигуряват обща мощност около 19 500 – 22 000 к.с. При това, всички крайцери се различават според използваните котли; „Дюпети-Труе“ е снабден с 28 котела „Белвил“, „Гюдон“ – 28 котела „Никлос“, и „Монкалм“ – 20 котела „Норманд-Сигоди“. Най-ефективна се оказва силовата установка на „Дюпети-Труе“; на изпитанията крайцера развива мощност от 22 000 к.с. и достига скорост от 22 възела, в същото време „Гюдон“ и „Монкалм“ не надминават 19 500 к.с. и 20,7 възела съответно. Далечината на плаване достига 10000 километра на икономичен ход. Крайцерите демонстрират по-добра маневреност, отколкото предшественика, с диаметър на циркулация на пълен ход не повече от 1000 м.

## История на службата
В началото на Първата световна война са в състава на Атлантическия флот. Макар и вече считани по това време за стари, те участват на различни театри на бойните действия.
- „Монкалм“ е изпратен край бреговете на Австралия, участва в завземането на Самоа. През 1915 г. е в Суец, в края на 1916 г. е в Западна Индия, по-късно ескортира трансатлантически конвои. Участва заедно с „Гюдон“ в т. нар. Интервенция срещу Русия. На 16 август 1944 г. е бомбардиран от RAF в пристанището на Брест, за да не се използва от немците за блокиране на пристанището. Корпусът е предаден за скрап след това.

- „Гюдон“ оперира в Ламанш, ескортира конвои между Брест и Гибралтар, по-късно действа край Южна Америка. През 1918 г. заедно с „Монкалм“ участва в интервенцията срещу Русия, а от 1919 г. е в Балтийско море. От 1928 г. е стационарен учебен кораб. Подобно на „Монкалм“ е бомбардиран в пристанището на Брест, за да не се използва за блокиране на пристанището през 13 – 14 август 1944 година. Корпусът е предаден за скрап след това.

- „Дюпти Туар“ е базиран в Брест. Носи патрулна и ескортна служба в Атлантика. Потопен от немската подводница U-62 на 7 август 1918 г. Загиват трима от екипажа[3].

## Оценка на проекта
Крайцерите от типа „Монкалм“ стават първите серийни големи броненосни крайцери във френския флот, и са основоположници на последващите серии френски броненосни крайцери. В определен смисъл, те изиграват за развитието на французските броненосни крайцери същата роля, каквато броненосците от типа „Маджестик“ изиграват за развитието на британските линейни кораби. При чувствително по-малка, отколкото на „Жана“, водоизместимост и цена, те не ѝ отстъпват по съвкупни тактико-технически характеристики.
Създадени като океански рейдери, тези кораби имат прекрасна мореходност и отлична защитеност. Тяхното въоръжение изглежда отслабено на фона на чуждестранните аналози, но напълно се вписва в концепцията за използване на френските броненосни крайцери – рейдерски операции по стратегическите комуникации в Атлантика, Средиземно море, Индийския океан, а също авангардно разузнаване при действия съвместно с флота. Основен опонент при операции от такъв род се явяват британските бронепалубни крайцери; „Монкалмите“ са отлично приспособени за борбата с тях. Многобройните скорострелни 120-мм и 152-мм оръдия, съставляващи главното въоръжение на британските крайцери, не могат да разбият със своите фугасни снаряди пояса на „Монкалмите“; скосовете на броневата палуба на френските крайцери предоставлява адекватна защита за жизненоважните части от попаденията на тежки снаряди на немногобройните тежки оръдия на британските бронепалубници. В същото време, силната батарея от скорострелни оръдия на французските крайцери може с лекота да разбие незащитените бордове на британските бронепалубни крайцери, провоцирайки пожари, наводнения, и принуждавайки британците да забяват ход.
Характерна особеност на френските броненосни крайцери, по сравнение с визави, е отсъствието на таран.
Французите адекватно оценяват възможностите на тези големи кораби, и разглеждат масовото строителство на големи броненосни крайцери като оптимален способ да ликвидират разрива по линейни сили с британския флот.